# Barruguet
Un barruguet és en la cultura popular d'Eivissa i Formentera un ésser mitològic diabòlic, de talla petita, que viu a les cases fent entremaliadures. Són petitets, molt actius, prims, molt llestos, espavilats, es mouen rabeny, són molt emprenyadors i viuen en forats a les parets, al sostre o dins la cisterna. El seu nom segurament ve del barrufet. Els barruguets es dediquen a fer petites malifetes dins la llar, com fer malbé el dinar o sopar, fer plorar els nadons, amagar objectes o desfer qualsevol feina de la llar ja feta. Es pot considerar la versió eivissenca dels follets.
En sentit figurat, a Eivissa i Formentera es diu d'algú que és un barruguet quan és molt espavilat i treballador, o dels nens petits que no s'estan quiets.